# Кинг Креол
«Кинг Креол» (англ. King Creole) — чёрно-белый художественный фильм Майкла Кёртиса. Картина основана на романе Гарольда Роббинса — «Камень для Дэнни Фишера» (1952 год), но место действия было перенесено в Новый Орлеан, на Бурбон-стрит, в кафе под названием «Король Креол». Премьера состоялась
2 июля 1958 г.

## Сюжет
Дэнни Фишер (Пресли) — молодой начинающий музыкант, живущий в «музыкальной столице Америки» — в Новом Орлеане. Молодой человек замешан в мелком преступлении и в чём-то не честен перед самим собой. Получив предложение выступать в салуне «Вье Карре», принадлежащем Чарли Ле Гранду (Пол Стюарт), Дэнни решает оставить своё прошлое. Однако именно сейчас, стоя на пороге новой жизни, Дэнни сталкивается с местным криминальным боссом Макси Филдсом (Уолтер Мэттоу), который требует, чтобы Дэнни ушёл от Ле Гранда и стал заниматься делами мафии.

## В ролях
- Элвис Пресли — Дэнни Фишер
- Кэролин Джонс — Ронни
- Уолтер Маттау — Макси Филдс
- Долорес Харт — Нелли
- Дин Джаггер — Мр. Фишер
- Лилиан Монтевекки — Форти Нина
- Вик Морроу — Шарк
- Пол Стюарт — Чарли Ле Гранд
- Ян Шепард — Мими Фишер
- Брайан Дж. Хаттон — Сэл

## Факты о фильме
- По существу, это мюзикл, так как Пресли исполняет 13 новых песен, включая ту, что стала названием фильма.[1]
- Песня «Danny», предназначавшаяся для «Кинг Креола», была издана только после смерти Элвиса. А в то время она вышла под названием «Lonely blue boy» в исполнении тогдашней поп-звезды Конвея Твитти, в связи с тем что Пресли был в армии.[2] В 1958 году Пресли был призван в армию, однако ему была дана отсрочка от призыва для того, чтобы он смог закончить съёмки фильма «King Сreole», иначе продюсеру это стоило бы лишних 300 тысяч долларов. Пресли написал в Мемфисское призывное бюро и попросил об отсрочке.[3]
- Пресли считал фильм «Кинг Креол» своей лучшей актёрской работой.[2]
- Первоначально главную роль в фильме должен был сыграть Джеймс Дин, но в сентябре 1955 года он погиб в автомобильной катастрофе.
- Музыкальная группа «Kid Creole and the Coconuts» названа в честь фильма.
- Песня Джерри Лейбера и Майка Столлера «Trouble» была записана группой «Samhain» в 1987 году, и выпущена на переизданном альбоме Final Descent в 2000 году. Группа «Danzig» при участии экс-музыкантов группы «Samhain» также сделала запись песни для EP-альбома 1993 года Thrall: Demonsweatlive.

## Даты премьер
Даты приведены в соответствии с данными kinopoisk.ru.
- США — 2 июля 1958
- Германия — 21 октября 1958
- Швеция — 27 октября 1958
- Финляндия — 5 декабря 1958
- Норвегия — 16 декабря 1958
- Дания — 30 марта 1959

## Саундтрек
- см. King Creole

### Рецензия на фильм
- Рецензия Шерил Норфкотт на сайте Apollo Movie Guide. (англ.)

### DVDрецензии
- Рецензия на фильм из коллекции «Свет! Камера! Элвис!» (недоступная ссылка) Пола Мовиса на сайте DVD Talk Архивная копия от 31 мая 2009 на Wayback Machine, 6 августа, 2007. (англ.)